# Platyla maasseni
Platyla maasseni es una especie de molusco gasterópodo de la familia Aciculidae en el orden de los Mesogastropoda.

## Distribución geográfica
Es endémica de Serbia y Montenegro.